# 庾深之
庾深之（？—461年），字彥靜，新野郡新野縣（今河南南陽市新野縣）人。南朝宋官員，歷任多個地方官職，但在海陵王劉休茂反叛事件中遭其殺害，後獲宋廷追贈雍州刺史。

## 生平
庾深之早年仕晉，入宋後曾任輔國長史，在元嘉二十九年（452年）轉任長沙內史。元嘉三十年（453年）復置湘州，作為荊湘二州刺史的南郡王劉義宣加庾深之寧朔將軍，命他督湘州七郡。孝建元年（454年），劉義宣與江州刺史臧質等起兵反對宋孝武帝，庾深之沒有站在義宣一方，反據守巴陵（今湖南岳陽市）抵抗。後來轉任車騎長史，大明三年（459年）任豫州刺史。後來改任左將軍、雍州刺史、海陵王劉休茂的司馬，行雍州事。庾深之任內經常和其他僚屬制約休茂行事，令年輕的休茂大為不滿。大明五年（461年），休茂親信的張伯超因多過失而常遭休茂僚屬們斥責，恐懼遭到懲罰之下勸休茂殺掉一眾屬官，舉兵反叛。休茂聽從，在四月丙午日夜間帶著張伯超等一眾人率領作為親兵的夾轂隊先後殺掉庾深之及典籤楊慶、戴雙，正式反叛。事件不久便因休茂參軍尹元慶襲殺休茂及其黨眾而平息，朝廷亦追贈庾深之冠軍將軍、雍州刺史。

## 家庭

### 子女
- 庾粲，官至劉義宣的丞相城局參軍，在義宣起事時被殺[4][註 2]。
- 庾蓽，齊梁官員，在梁官至輔國長史、會稽行事[5]。

### 孫
- 庾杲之，庾粲子，曾任御史中丞、尚書吏部郎。終官太子左衞率、加通直散騎常侍。
- 庾喬，庾蓽子，南梁荊州別駕[6]。

### 曾孫
- 庾敻，庾喬子，富有、喜愛接待賓客。江陵之戰時被餓死[6]。